# Blommor av stål (film)
Blommor av stål (engelska: Steel Magnolias) är en amerikansk dramakomedifilm från 1989 i regi av Herbert Ross. Filmen är baserad på teaterpjäsen med samma namn av Robert Harling. I huvudrollerna ses Sally Field, Dolly Parton, Shirley MacLaine, Daryl Hannah, Olympia Dukakis och Julia Roberts.

## Handling
En historia om livet, kärleken och sorgen i en småstad i delstaten Louisiana i USA. I mitten av gruppen står Shelby (Julia Roberts) nygift och gravid mot det faktum att hon kan dö i barnsäng på grund av sin diabetes. Vettskrämd och arg över att hon kanske kommer att förlora sin enda dotter vänder M’Lynn (Sally Field) sig till sina vänner för att genom skratt och tårar orka kämpa mot rädslan och glädjas över sitt barnbarn.

## Om filmen
Julia Roberts vann en Golden Globe för sin roll i denna film. Filmen hade svensk premiär den 23 mars 1990.

## Rollista i urval
- Sally Field - M'Lynn Eatenton
- Dolly Parton - Truvy Jones
- Shirley MacLaine - Ouiser Boudreaux
- Daryl Hannah - Annelle Dupuy Desoto
- Olympia Dukakis - Clairee Belcher
- Julia Roberts - Shelby Eatenton Latcherie
- Tom Skerritt - Drum Eatenton
- Sam Shepard - Spud Jones
- Dylan McDermott - Jackson Latcherie
- Kevin J. O'Connor - Sammy DeSoto
- Bill McCutcheon - Owen Jenkins
- Ann Wedgeworth - Fern Thornton